# 괼하임

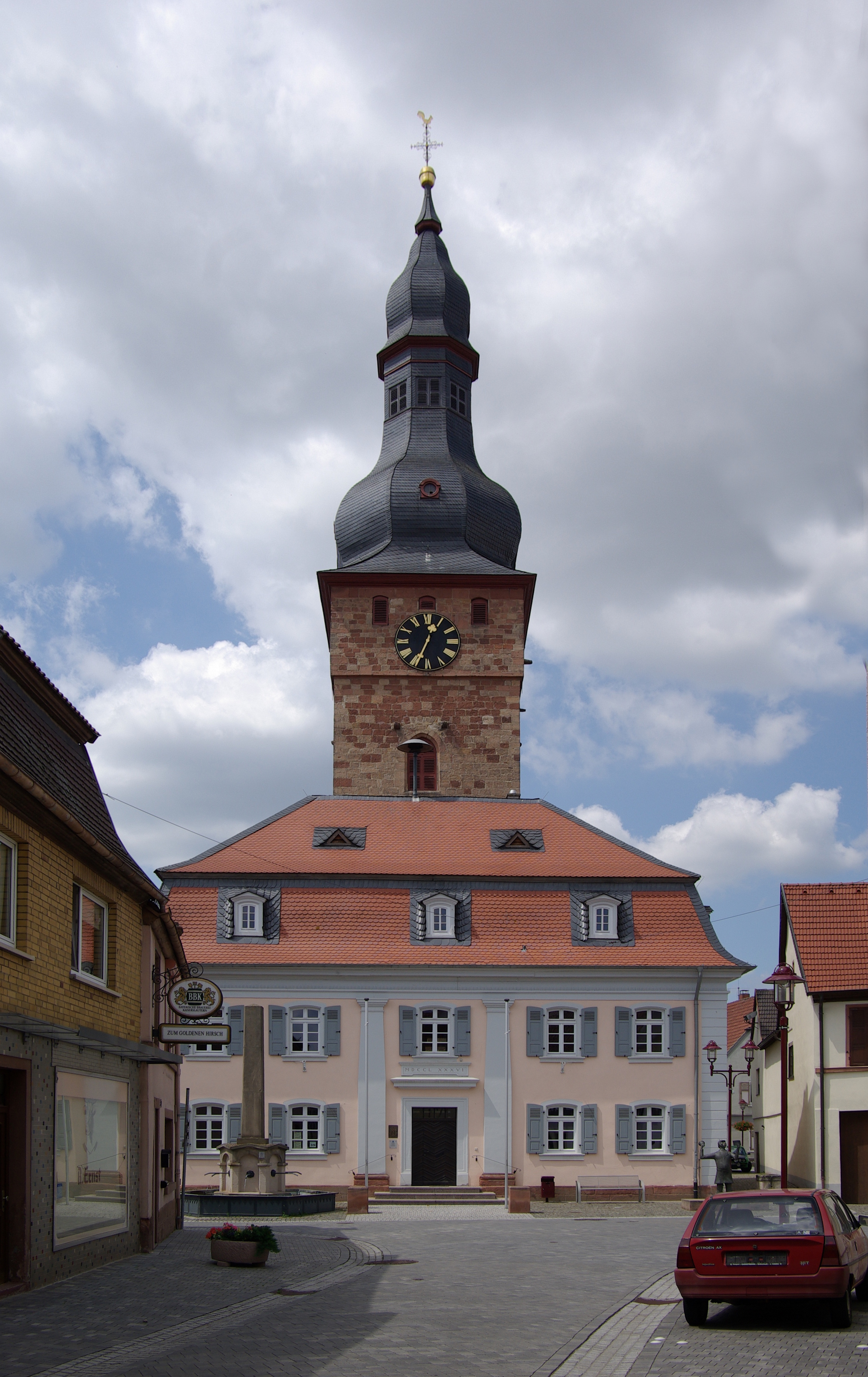
괼하임 시청

괼하임(독일어: Göllheim)은 독일 라인란트팔츠주에 위치한 도시로 면적은 18.02km2, 인구는 3,771명(2015년 12월 31일 기준), 인구 밀도는 210명/km2이다.

시 문장